# Trofeo Alfredo Binda-Comune di Cittiglio 2018
La 43e édition du Trofeo Alfredo Binda-Comune di Cittiglio a lieu le 18 mars 2018. C'est la troisième épreuve de l'UCI World Tour féminin 2018. Elle est remportée par la Polonaise Katarzyna Niewiadoma.

## Présentation

### Parcours
Le circuit est identique à l'année précédente. L'épreuve débute par une partie en ligne entre Taino et Cittiglio. Les coureuses effectuent alors un grand tour escaladant les pentes vers le village de Cunardo. Elles réalisent ensuite quatre tours du petit circuit, long de 18 km. Sa principale difficulté est la montée allant à Orino. Une autre côte, celle de Casale, nettement plus courte, mais néanmoins raide, est présente.

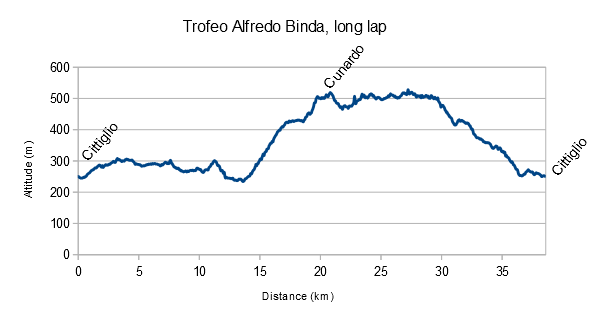
Profil du grand circuit
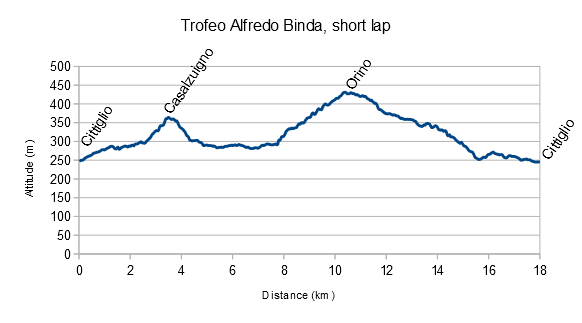
Profil du petit circuit

## Équipes
| Équipes féminines professionnelles (24)- Alé Cipollini - Aromitalia Vaiano - Astana Women's - Bepink - Boels Dolmans - BTC City Ljubljana - Canyon-SRAM Racing - Cervélo Bigla - Cylance - Doltcini-Van Eyck Sport - Still Bike Team A.S. Dilettantistica - FDJ-Nouvelle Aquitaine-Futuroscope - Hitec Products-Birk Sport - Lotto Soudal Ladies - Mitchelton-Scott - Movistar Team - SC Michela Fanini - Sunweb - Tibco-Silicon Valley Bank - Top Girls Fassa Bortolo - Trek-Drops - Valcar PBM - WaowDeals - Wiggle High5 |
| |

## Récit de la course
La météo est pluvieuse. Cela n'incite pas aux échappées. Les premiers points intermédiaires sont disputés au sprint. La tenante du titre, Coryn Rivera chute. La sprinteuse Marta Bastianelli  passe en tête du col de Cunardo. La première attaque est à mettre au crédit de Gloria Rodriguez au kilomètres cinquante-trois. 
La course débute réellement lors de l'arrivée sur le petit tour. Lors de la première montée de la côte de Casale, le peloton se scinde. Il se regroupement cependant immédiatement après. Au passage suivant sur la ligne d'arrivée, Soraya Paladin part seule et compte jusqu'à vingt secondes d'avance. La côte d'Orino est cependant fatale à son échappée. Au sommet, Alena Amialiusik, Ane Santesteban  et Elinor Barker attaquent. Cette dernière ne parvient pas à suivre les deux autres au bout de quelques kilomètres. Au passage sur la ligne suivant, les deux échappées ont vingt-huit seconde d'avance sur la Britannique et vingt-cinq supplémentaires sur le peloton. Dans la côte de Casale, Karol-Ann Canuel part en poursuite. Elle rentre sur Elinor Barker, peu après un groupe de dix coureuses autour de Katarzyna Niewiadoma et Elisa Longo Borghini reprend la Canadienne et la Britannique. Dans Orino, Megan Guarnier et Malgorzata Jasinska sortent de ce groupe afin de réaliser la jonction avec les deux coureuses de tête. Les quatre athlètes coopèrent bien et entame le dernier tour avec une minute d'avance. Les principales équipes, c'est-à-dire Sunweb, Wiggle High5 et Mitchelton-Scott, mènent alors la chasse et réduise l'écart. Au pied de la dernière ascension de Casale, il est de trente secondes. Dans celle-ci, les favorites Katarzyna Niewiadoma, Elisa Longo Borghini et Chantal Blaak accélèrent et reviennent immédiatement sur la tête de course. Le groupe de tête se reforme néanmoins avec douze unités. Tout doit se décider dans la dernière ascension d'Orino. Dans celle-ci, Pauline Ferrand-Prévot et Alena Amialiusik attaquent, tout comme Karol-Ann Canuel. Finalement, Katarzyna Niewiadoma réussit à distancer ses adversaires. Lucy Kennedy et Elisa Longo Borghini tentent certes de prendre sa poursuite, mais sans succès. La Polonaise remporte donc la course. Derrière, Chantal Blaak se montre la plus rapide devant Marianne Vos et Amanda Spratt,.

## Classements

### Classement final
| \| Classement général \| Classement général \| Classement général \| Classement général \| Classement général \| \| Coureuse \| Coureuse \| Pays \| Équipe \| Temps \| \| ------------------ \| ---------------------- \| ------------------ \| ------------------ \| ------------------ \| \| 1re \| Katarzyna Niewiadoma \| Pologne \| Canyon-SRAM Racing \| 3 h 32 min 53 s \| \| 2e \| Chantal Blaak \| Pays-Bas \| Boels Dolmans \| + 23 s \| \| 3e \| Marianne Vos \| Pays-Bas \| WaowDeals \| + 23 s \| \| 4e \| Amanda Spratt \| Australie \| Mitchelton-Scott \| + 23 s \| \| 5e \| Alena Amialiusik \| Biélorussie \| Canyon-SRAM Racing \| + 23 s \| \| 6e \| Pauline Ferrand-Prévot \| France \| Canyon-SRAM Racing \| + 23 s \| \| 7e \| Cecilie Uttrup Ludwig \| Danemark \| Cervélo Bigla \| + 23 s \| \| 8e \| Karol-Ann Canuel \| Canada \| Boels Dolmans \| + 23 s \| \| 9e \| Lucy Kennedy \| Australie \| Mitchelton-Scott \| + 23 s \| \| 10e \| Elisa Longo Borghini \| Italie \| Wiggle High5 \| + 23 s \| |                        |             |                    |                 |
| |                        |             |                    |                 |
| Source : ProCyclingStats |                        |             |                    |                 |
| Classement général |                        |             |                    |                 |
| Coureuse | Coureuse               | Pays        | Équipe             | Temps           |
| 1re | Katarzyna Niewiadoma   | Pologne     | Canyon-SRAM Racing | 3 h 32 min 53 s |
| 2e | Chantal Blaak          | Pays-Bas    | Boels Dolmans      | + 23 s          |
| 3e | Marianne Vos           | Pays-Bas    | WaowDeals          | + 23 s          |
| 4e | Amanda Spratt          | Australie   | Mitchelton-Scott   | + 23 s          |
| 5e | Alena Amialiusik       | Biélorussie | Canyon-SRAM Racing | + 23 s          |
| 6e | Pauline Ferrand-Prévot | France      | Canyon-SRAM Racing | + 23 s          |
| 7e | Cecilie Uttrup Ludwig  | Danemark    | Cervélo Bigla      | + 23 s          |
| 8e | Karol-Ann Canuel       | Canada      | Boels Dolmans      | + 23 s          |
| 9e | Lucy Kennedy           | Australie   | Mitchelton-Scott   | + 23 s          |
| 10e | Elisa Longo Borghini   | Italie      | Wiggle High5       | + 23 s          |

### UCI World Tour

#### Points attribués
| Position           | 1er | 2e  | 3e  | 4e  | 5e | 6e | 7e | 8e | 9e | 10e | 11e | 12e | 13e | 14e | 15e | 16e à 30e | 31e à 40e |
| Classement général | 200 | 150 | 125 | 100 | 85 | 70 | 60 | 50 | 40 | 35  | 30  | 25  | 20  | 15  | 10  | 5         | 3         |

| Classement par points | Classement par points | Classement par points | Classement par points | Classement par points |
| Coureuse              | Coureuse              | Pays                  | Équipe                | Points                |
| --------------------- | --------------------- | --------------------- | --------------------- | --------------------- |
| 1re                   | Katarzyna Niewiadoma  | Pologne               | Canyon-SRAM Racing    | 350 pts               |
| 2e                    | Chantal Blaak         | Pays-Bas              | Boels Dolmans         | 250 pts               |
| 3e                    | Marianne Vos          | Pays-Bas              | WaowDeals             | 210 pts               |
| 4e                    | Anna van der Breggen  | Pays-Bas              | Boels Dolmans         | 205 pts               |
| 5e                    | Amy Pieters           | Pays-Bas              | Boels Dolmans         | 200 pts               |
| 6e                    | Elisa Longo Borghini  | Italie                | Wiggle High5          | 160 pts               |
| 7e                    | Amanda Spratt         | Australie             | Mitchelton-Scott      | 160 pts               |
| 8e                    | Alexis Magner         | États-Unis            | Canyon-SRAM Racing    | 150 pts               |
| 9e                    | Marta Bastianelli     | Italie                | Alé Cipollini         | 150 pts               |
| 10e                   | Chloe Hosking         | Australie             | Alé Cipollini         | 125 pts               |

| Classement par points | Classement par points | Classement par points | Classement par points | Classement par points |
| Coureuse              | Coureuse              | Pays                  | Équipe                | Points                |
| --------------------- | --------------------- | --------------------- | --------------------- | --------------------- |
| 1re                   | Katarzyna Niewiadoma  | Pologne               | Canyon-SRAM Racing    | 350 pts               |
| 2e                    | Chantal Blaak         | Pays-Bas              | Boels Dolmans         | 250 pts               |
| 3e                    | Marianne Vos          | Pays-Bas              | WaowDeals             | 210 pts               |
| 4e                    | Anna van der Breggen  | Pays-Bas              | Boels Dolmans         | 205 pts               |
| 5e                    | Amy Pieters           | Pays-Bas              | Boels Dolmans         | 200 pts               |
| 6e                    | Elisa Longo Borghini  | Italie                | Wiggle High5          | 160 pts               |
| 7e                    | Amanda Spratt         | Australie             | Mitchelton-Scott      | 160 pts               |
| 8e                    | Alexis Magner         | États-Unis            | Canyon-SRAM Racing    | 150 pts               |
| 9e                    | Marta Bastianelli     | Italie                | Alé Cipollini         | 150 pts               |
| 10e                   | Chloe Hosking         | Australie             | Alé Cipollini         | 125 pts               |

| Classement du meilleur jeune | Classement du meilleur jeune | Classement du meilleur jeune | Classement du meilleur jeune | Classement du meilleur jeune |
| Coureuse                     | Coureuse                     | Pays                         | Équipe                       | Points                       |
| ---------------------------- | ---------------------------- | ---------------------------- | ---------------------------- | ---------------------------- |
| 1re                          | Sofia Bertizzolo             | Italie                       | Astana Women's Team          | 10 pts                       |
| 2e                           | Elisa Balsamo                | Italie                       | Valcar PBM                   | 8 pts                        |
| 3e                           | Angelica Brogi               | Italie                       | Aromitalia Vaiano            | 6 pts                        |
| 4e                           | Jeanne Korevaar              | Pays-Bas                     | WaowDeals                    | 4 pts                        |
| 5e                           | Liane Lippert                | Allemagne                    | Sunweb                       | 4 pts                        |
| 6e                           | Sofia Beggin                 | Italie                       | Astana Women's Team          | 2 pts                        |
| 7e                           | Abby-Mae Parkinson           | Royaume-Uni                  | Trek-Drops                   | 2 pts                        |

| Classement du meilleur jeune | Classement du meilleur jeune | Classement du meilleur jeune | Classement du meilleur jeune | Classement du meilleur jeune |
| Coureuse                     | Coureuse                     | Pays                         | Équipe                       | Points                       |
| ---------------------------- | ---------------------------- | ---------------------------- | ---------------------------- | ---------------------------- |
| 1re                          | Sofia Bertizzolo             | Italie                       | Astana Women's Team          | 10 pts                       |
| 2e                           | Elisa Balsamo                | Italie                       | Valcar PBM                   | 8 pts                        |
| 3e                           | Angelica Brogi               | Italie                       | Aromitalia Vaiano            | 6 pts                        |
| 4e                           | Jeanne Korevaar              | Pays-Bas                     | WaowDeals                    | 4 pts                        |
| 5e                           | Liane Lippert                | Allemagne                    | Sunweb                       | 4 pts                        |
| 6e                           | Sofia Beggin                 | Italie                       | Astana Women's Team          | 2 pts                        |
| 7e                           | Abby-Mae Parkinson           | Royaume-Uni                  | Trek-Drops                   | 2 pts                        |

| Classement par équipes aux points | Classement par équipes aux points  | Classement par équipes aux points | Classement par équipes aux points |
| Équipe                            | Équipe                             | Pays                              | Points                            |
| --------------------------------- | ---------------------------------- | --------------------------------- | --------------------------------- |
| 1re                               | Boels Dolmans                      | Pays-Bas                          | 744 pts                           |
| 2e                                | Canyon-SRAM Racing                 | Allemagne                         | 693 pts                           |
| 3e                                | Alé Cipollini                      | Italie                            | 369 pts                           |
| 4e                                | Mitchelton-Scott                   | Australie                         | 331 pts                           |
| 5e                                | WaowDeals                          | Pays-Bas                          | 253 pts                           |
| 6e                                | Sunweb                             | Pays-Bas                          | 216 pts                           |
| 7e                                | Wiggle High5                       | Royaume-Uni                       | 191 pts                           |
| 8e                                | Cervélo Bigla                      | Danemark                          | 157 pts                           |
| 9e                                | Astana Women's                     | Kazakhstan                        | 120 pts                           |
| 10e                               | FDJ-Nouvelle Aquitaine-Futuroscope | France                            | 76 pts                            |

| Classement par équipes aux points | Classement par équipes aux points  | Classement par équipes aux points | Classement par équipes aux points |
| Équipe                            | Équipe                             | Pays                              | Points                            |
| --------------------------------- | ---------------------------------- | --------------------------------- | --------------------------------- |
| 1re                               | Boels Dolmans                      | Pays-Bas                          | 744 pts                           |
| 2e                                | Canyon-SRAM Racing                 | Allemagne                         | 693 pts                           |
| 3e                                | Alé Cipollini                      | Italie                            | 369 pts                           |
| 4e                                | Mitchelton-Scott                   | Australie                         | 331 pts                           |
| 5e                                | WaowDeals                          | Pays-Bas                          | 253 pts                           |
| 6e                                | Sunweb                             | Pays-Bas                          | 216 pts                           |
| 7e                                | Wiggle High5                       | Royaume-Uni                       | 191 pts                           |
| 8e                                | Cervélo Bigla                      | Danemark                          | 157 pts                           |
| 9e                                | Astana Women's                     | Kazakhstan                        | 120 pts                           |
| 10e                               | FDJ-Nouvelle Aquitaine-Futuroscope | France                            | 76 pts                            |

## Organisation
Le directeur de la course est Mario Minervino. Son vice-président est Fiore Cadario.

### Prix
Les prix suivants sont distribués :
| Position | 1er     | 2e    | 3e    | 4e    | 5e    | 6e    | 7e    | 8e    | 9e    | 10e   |
| Prix     | 1 150 € | 850 € | 570 € | 340 € | 290 € | 250 € | 225 € | 200 € | 170 € | 150 € |

En sus, les coureuses placées de la 11e à la 15e place gagnent 120 €, celles placées de la 16e à la 20e place 90 €.
Divers prix de la montagne sont attribués. La première à Cunardo remporte  200 €. À chaque passage en haut d'Orino, la première se voit attribuer 50 €. Un prix de la combativité donne à sa lauréate 100 €. Quatre sprints intermédiaires donnent 100 € à la première.

## Liste des participantes
| Légende | Légende                                                                                | Légende | Légende                                                    |
| ------- | -------------------------------------------------------------------------------------- | ------- | ---------------------------------------------------------- |
| Num     | Dossard de départ porté par le coureur sur ce Trofeo Alfredo Binda-Comune di Cittiglio | Pos     | Position à l'arrivée de la course                          |
|         | Indique un maillot de champion national ou mondial, suivi de sa spécialité             | NP      | Indique un coureur qui n'a pas pris le départ de la course |
| AB      | Indique un coureur qui n'a pas terminé la course                                       | HD      | Indique un coureur qui a terminé la course hors des délais |

| Sunweb SUN | Sunweb SUN            | Sunweb SUN |
| ---------- | --------------------- | ---------- |
| Num        | Coureur               | Pos        |
| 1          | Coryn Rivera (USA)    | 15e        |
| 2          | Lucinda Brand (NED)   | 77e        |
| 3          | Leah Kirchmann (CAN)  | 44e        |
| 4          | Juliette Labous (FRA) | AB         |
| 5          | Liane Lippert (GER)   | 78e        |
| 6          | Ruth Winder (USA)     | AB         |

| Boels Dolmans DLT | Boels Dolmans DLT           | Boels Dolmans DLT |
| ----------------- | --------------------------- | ----------------- |
| Num               | Coureur                     | Pos               |
| 7                 | Amalie Dideriksen (DEN)     | AB                |
| 8                 | Karol-Ann Canuel (CAN)      | 8e                |
| 9                 | Megan Guarnier (USA)        | 37e               |
| 10                | Chantal Blaak (NED) (route) | 2e                |
| 11                | Skylar Schneider (USA)      | AB                |
| 12                | Anna Plichta (POL)          | AB                |

| Mitchelton-Scott MTS | Mitchelton-Scott MTS           | Mitchelton-Scott MTS |
| -------------------- | ------------------------------ | -------------------- |
| Num                  | Coureur                        | Pos                  |
| 13                   | Amanda Spratt (AUS)            | 4e                   |
| 14                   | Lucy Kennedy (AUS)             | 9e                   |
| 15                   | Georgia Williams (NZL) (route) | 46e                  |
| 16                   | Jessica Allen (AUS)            | AB                   |
| 17                   | Jenelle Crooks (AUS)           | AB                   |
| 18                   | Sarah Roy (AUS)                | 20e                  |

| Cervélo Bigla CBT | Cervélo Bigla CBT           | Cervélo Bigla CBT |
| ----------------- | --------------------------- | ----------------- |
| Num               | Coureur                     | Pos               |
| 19                | Ann-Sophie Duyck (BEL)      | 35e               |
| 21                | Cecilie Uttrup Ludwig (DEN) | 7e                |
| 23                | Marie Vilmann (DEN)         | 60e               |
| 24                | Claire Rose (GBR)           | NP                |

| Canyon-SRAM Racing CSR | Canyon-SRAM Racing CSR        | Canyon-SRAM Racing CSR |
| ---------------------- | ----------------------------- | ---------------------- |
| Num                    | Coureur                       | Pos                    |
| 25                     | Alena Amialiusik (BLR)        | 5e                     |
| 26                     | Hannah Barnes (GBR)           | 45e                    |
| 27                     | Elena Cecchini (ITA)          | 48e                    |
| 28                     | Tiffany Cromwell (AUS )       | 59e                    |
| 29                     | Katarzyna Niewiadoma (POL)    | 1re                    |
| 30                     | Pauline Ferrand-Prévot (FRA ) | 6e                     |

| Wiggle High5 WHT | Wiggle High5 WHT                   | Wiggle High5 WHT |
| ---------------- | ---------------------------------- | ---------------- |
| Num              | Coureur                            | Pos              |
| 31               | Elisa Longo Borghini (ITA) (route) | 10e              |
| 32               | Audrey Cordon (FRA)                | 39e              |
| 33               | Eri Yonamine (JPN) (route)         | 34e              |
| 35               | Martina Ritter (AUT) (route)       | 65e              |
| 36               | Elinor Barker (GBR)                | 69e              |

| WaowDeals WAD | WaowDeals WAD              | WaowDeals WAD |
| ------------- | -------------------------- | ------------- |
| Num           | Coureur                    | Pos           |
| 37            | Marianne Vos (NED)         | 3e            |
| 39            | Anouska Koster (NED)       | 22e           |
| 40            | Riejanne Markus (NED)      | 21e           |
| 41            | Pauliena Rooijakkers (NED) | 61e           |
| 42            | Danielle Rowe (GBR)        | 29e           |

| Alé Cipollini ALE | Alé Cipollini ALE       | Alé Cipollini ALE |
| ----------------- | ----------------------- | ----------------- |
| Num               | Coureur                 | Pos               |
| 43                | Marta Bastianelli (ITA) | 13e               |
| 44                | Janneke Ensing (NED)    | 24e               |
| 45                | Mayuko Hagiwara (JPN)   | AB                |
| 46                | Chloe Hosking (AUS)     | 53e               |
| 47                | Soraya Paladin (ITA)    | 51e               |
| 48                | Ane Santesteban (ESP)   | 42e               |

| Cylance CPC | Cylance CPC                    | Cylance CPC |
| ----------- | ------------------------------ | ----------- |
| Num         | Coureur                        | Pos         |
| 49          | Giorgia Bronzini (ITA)         | 67e         |
| 50          | Jelena Eric (SRB)              | AB          |
| 51          | Sheyla Gutierrez Ruiz (ESP)    | 56e         |
| 52          | Rossella Ratto (ITA )          | 38e         |
| 53          | Omer Shapira (ISR )            | 52e         |
| 54          | Kristabel Doebel-Hickok (USA ) | 68e         |

| FDJ-Nouvelle Aquitaine-Futuroscope FUT | FDJ-Nouvelle Aquitaine-Futuroscope FUT | FDJ-Nouvelle Aquitaine-Futuroscope FUT |
| -------------------------------------- | -------------------------------------- | -------------------------------------- |
| Num                                    | Coureur                                | Pos                                    |
| 55                                     | Shara Gillow (AUS)                     | 30e                                    |
| 56                                     | Charlotte Bravard (FRA) (route)        | 32e                                    |
| 57                                     | Eugénie Duval (FRA)                    | AB                                     |
| 58                                     | Lauren Kitchen (AUS)                   | AB                                     |
| 59                                     | Greta Richioud (FRA)                   | AB                                     |
| 60                                     | Rozanne Slik (NED)                     | 18e                                    |

| BTC City Ljubljana BTC | BTC City Ljubljana BTC         | BTC City Ljubljana BTC |
| ---------------------- | ------------------------------ | ---------------------- |
| Num                    | Coureur                        | Pos                    |
| 61                     | Ursa Pintar (SLO)              | 49e                    |
| 62                     | Polona Batagelj (SLO) (route)  | 23e                    |
| 63                     | Hanna Nilsson (SWE)            | 41e                    |
| 64                     | Eugenia Bujak (POL)            | 54e                    |
| 65                     | Olena Pavlukhina (AZE) (route) | AB                     |
| 66                     | Anastasiia Iakovenko (RUS)     | 27e                    |

| Hitec Products HPU | Hitec Products HPU       | Hitec Products HPU |
| ------------------ | ------------------------ | ------------------ |
| Num                | Coureur                  | Pos                |
| 67                 | Tatiana Guderzo (ITA)    | 40e                |
| 68                 | Simona Frapporti (ITA)   | 64e                |
| 69                 | Vita Heine (NOR) (route) | AB                 |
| 71                 | Ingrid Moe (NOR)         | AB                 |
| 72                 | Camilla Mollebro (DEN)   | NP                 |

| Astana Women's ASA | Astana Women's ASA           | Astana Women's ASA |
| ------------------ | ---------------------------- | ------------------ |
| Num                | Coureur                      | Pos                |
| 73                 | Sofia Beggin (ITA)           | 28e                |
| 74                 | Sofia Bertizzolo (ITA)       | 17e                |
| 75                 | Letizia Paternoster (ITA)    | 72e                |
| 76                 | Natalya Saifutdinova (KAZ)   | AB                 |
| 77                 | Arlenis Sierra (CUB) (route) | 12e                |
| 78                 | Lara Vieceli (ITA)           | 66e                |

| Valcar-PBM VAL | Valcar-PBM VAL                  | Valcar-PBM VAL |
| -------------- | ------------------------------- | -------------- |
| Num            | Coureur                         | Pos            |
| 79             | Elisa Balsamo (ITA)             | 11e            |
| 80             | Maria Giulia Confalonieri (ITA) | 19e            |
| 81             | Asja Paladin (ITA)              | 47e            |
| 82             | Silvia Pollicini (ITA)          | AB             |
| 83             | Dalia Muccioli (ITA)            | 63e            |
| 84             | Chiara Zanettin (ITA)           | 74e            |

| Lotto Soudal LSL | Lotto Soudal LSL          | Lotto Soudal LSL |
| ---------------- | ------------------------- | ---------------- |
| Num              | Coureur                   | Pos              |
| 85               | Kelly van den Steen (BEL) | AB               |
| 86               | Julie van de Velde (BEL)  | AB               |
| 87               | Annabelle Dreville (FRA)  | 76e              |
| 88               | Valerie Demey (BEL)       | AB               |

| Bepink BPK | Bepink BPK                    | Bepink BPK |
| ---------- | ----------------------------- | ---------- |
| Num        | Coureur                       | Pos        |
| 91         | Lisa Morzenti (ITA)           | AB         |
| 92         | Erica Magnaldi (ITA)          | 36e        |
| 93         | Maria Vittoria Sperotto (ITA) | AB         |
| 94         | Katia Ragusa (ITA)            | AB         |
| 95         | Francesca Pattaro (ITA)       | AB         |
| 96         | Letizia Borghesi (ITA)        | 75e        |

| Tibco-SVB TIB | Tibco-SVB TIB                 | Tibco-SVB TIB |
| ------------- | ----------------------------- | ------------- |
| Num           | Coureur                       | Pos           |
| 97            | Lex Albrecht (CAN)            | AB            |
| 98            | Brodie Chapman (AUS)          | 70e           |
| 99            | Alice Cobb (GBR)              | AB            |
| 100           | Emma Grant (GBR)              | AB            |
| 101           | Alison Jackson (CAN)          | 58e           |
| 102           | Shannon Malseed (AUS) (route) | AB            |

| Trek-Drops DRP | Trek-Drops DRP           | Trek-Drops DRP |
| -------------- | ------------------------ | -------------- |
| Num            | Coureur                  | Pos            |
| 103            | Tayler Wiles (USA)       | AB             |
| 104            | Kathrin Hammes (GER)     | 25e            |
| 105            | Eva Buurman (NED)        | 14e            |
| 106            | Anna Christian (GBR)     | AB             |
| 107            | Elizabeth Holden (GBR)   | AB             |
| 108            | Abby-Mae Parkinson (GBR) | 71e            |

| Aromitalia Vaiano VAI | Aromitalia Vaiano VAI  | Aromitalia Vaiano VAI |
| --------------------- | ---------------------- | --------------------- |
| Num                   | Coureur                | Pos                   |
| 109                   | Rasa Leleivytė (LTU)   | 62e                   |
| 110                   | Michela Balducci (ITA) | AB                    |
| 111                   | Angelica Brogi (ITA)   | 31e                   |
| 112                   | Alessia Bulleri (ITA)  | AB                    |
| 113                   | Lija Laizane (LAT)     | AB                    |
| 114                   | Nicole Nesti (ITA)     | AB                    |

| Movistar MOV | Movistar MOV                    | Movistar MOV |
| ------------ | ------------------------------- | ------------ |
| Num          | Coureur                         | Pos          |
| 115          | Margarita Victoria García (ESP) | 33e          |
| 116          | Malgorzata Jasinska (POL)       | 43e          |
| 117          | Lorena Llamas (ESP)             | AB           |
| 118          | Gloria Rodriguez (ESP)          | AB           |
| 119          | Lourdes Oyarbide (ESP)          | AB           |
| 120          | Alicia Gonzalez (ESP)           | 57e          |

| Doltcini-Van Eyck Sport DVE | Doltcini-Van Eyck Sport DVE | Doltcini-Van Eyck Sport DVE |
| --------------------------- | --------------------------- | --------------------------- |
| Num                         | Coureur                     | Pos                         |
| 121                         | Tetyana Riabchenko (UKR)    | 50e                         |
| 122                         | Sofie de Vuyst (BEL)        | 16e                         |
| 123                         | Daniela Reis (POR)          | 26e                         |
| 124                         | Marion Sicot (FRA)          | 55e                         |
| 125                         | Lotte van Hoek (NED)        | AB                          |
| 126                         | Saartje Vandenbroucke (BEL) | AB                          |

| SC Michela Fanini Rox MIC | SC Michela Fanini Rox MIC        | SC Michela Fanini Rox MIC |
| ------------------------- | -------------------------------- | ------------------------- |
| Num                       | Coureur                          | Pos                       |
| 127                       | Francesca Balducci (ITA)         | AB                        |
| 128                       | Anna Ceoloni (ITA)               | AB                        |
| 129                       | Lilibeth Chacon (VEN)            | AB                        |
| 130                       | Monika Kiraly (HUN)              | AB                        |
| 131                       | Yevgeniya Vysotska (UKR) (route) | AB                        |
| 132                       | Olha Shekel (UKR)                | AB                        |

| Eurotarget-Bianchi-Vitasana SBT | Eurotarget-Bianchi-Vitasana SBT | Eurotarget-Bianchi-Vitasana SBT |
| ------------------------------- | ------------------------------- | ------------------------------- |
| Num                             | Coureur                         | Pos                             |
| 133                             | Arianna Fidanza (ITA)           | AB                              |
| 134                             | Martina Fidanza (ITA)           | AB                              |
| 135                             | Nicole D'agostin (ITA)          | 73e                             |
| 136                             | Debora Silvestri (ITA)          | AB                              |
| 137                             | Alice Gasparini (ITA)           | AB                              |

| Top Girls Fassa Bortolo TOP | Top Girls Fassa Bortolo TOP | Top Girls Fassa Bortolo TOP |
| --------------------------- | --------------------------- | --------------------------- |
| Num                         | Coureur                     | Pos                         |
| 139                         | Vania Canvelli (ITA)        | AB                          |
| 140                         | Elena Leonardi (ITA)        | AB                          |
| 141                         | Chiara Perini (ITA)         | AB                          |
| 142                         | Francesca Pisciali (ITA)    | AB                          |
| 143                         | Nadia Quagliotto (ITA)      | AB                          |
| 144                         | Beatrice Rossato (ITA)      | AB                          |